# مایلاپیتیا بالا
مایلاپیتیا بالا (به لاتین: Mailapitiya Upper) یک منطقهٔ مسکونی در سری‌لانکا است که در استان مرکزی (سری‌لانکا) واقع شده‌است.